# Lisa Vitting
Lisa Vitting (* 9. Juli 1991 in Moers) ist eine ehemalige deutsche Schwimmerin. Sie startete bis Mitte 2009 für die SG Mülheim und anschließend für die SG Essen.

## Karriere
Lisa Vitting kam im Alter von sieben Jahren zum Schwimmen, ihren ersten Wettkampf bestritt sie mit neun Jahren. Erste größere Erfolge feierte sie bei den SV NRW-Kurzbahnmeisterschaften 2004 in Aachen, bei denen die damals 13-jährige über 50 Meter Freistil, 50 Meter Rücken und 100 Meter Lagen deutsche Rekorde für ihre Altersklasse aufstellte. Bei den Deutschen Jahrgangsmeisterschaften 2004 in Leipzig konnte Vitting mit Bronze über 50 Meter Freistil ihre erste Medaille auf nationaler Ebene gewinnen. 2005 folgte in Berlin der Titel der Deutschen Jugendmeisterin über die 50 Meter Freistil. Zudem belegte sie in ihrem Jahrgang den zweiten Platz über 50 Meter Schmetterling und den dritten über 100 Meter Freistil.
Der Deutsche Schwimm-Verband ließ Vitting bei den Schwimmeuropameisterschaften der Junioren 2006 auf Mallorca in der 4-mal-100-Meter-Freistilstaffel starten. Als Startschwimmerin legte sie mit der guten Zeit von 56,65 Sekunden den Grundstein für den Gewinn der Silbermedaille der Staffel. 2008 gehörte Vitting zum DSV-Kader für die Juniorenweltmeisterschaften in Monterrey. Mit der 4-mal-100-Meter-Freistilstaffel gewann sie die Silbermedaille. Sie wurde außerdem in den Kader für die Olympischen Sommerspiele 2008 in Peking berufen.
Bei den deutschen Kurzbahnmeisterschaften 2008 in Essen erlangte sie ihre ersten nationalen Titel in der offenen Klasse über 100 und 200 Meter Freistil und qualifizierte sich für die europäischen Kurzbahnmeisterschaften in Rijeka.
Bei den Kurzbahneuropameisterschaften erlangte sie seitdem zweimal (2008, 2009) einen 3. Platz und einmal (2010) einen 2. Platz in 4 × 50 m Freistil sowie einmal (2010) einen 2. Platz in 4 × 50 m Lagen.
Bei den Europameisterschaften 2010 in Budapest gewann sie zusammen mit Daniela Samulski, Silke Lippok und Daniela Schreiber die erste Goldmedaille für das deutsche Team in der Freistilstaffel. Beim FINA/Arena-Weltcup 2010 in Berlin erreichte Vitting über 200 Meter Freistil das Finale. Mit Britta Steffen, Silke Lippok und Daniela Schreiber holte sie die Bronzemedaille in der Freistilstaffel bei den Weltmeisterschaften 2011 in Shanghai. Bei den Europameisterschaften 2012 in Debrecen gewann die ebenso zusammengesetzte Freistilstaffel Gold für das deutsche Team. Bei den Olympischen Spielen 2012 in London erreichte die Freistilstaffel mit Vitting den 9. Platz über 4 × 100 m.
2013 beendete Lisa Vitting im Alter von 22 Jahren offiziell ihre Schwimmkarriere.